# 崔达拏
崔达拏（？—580年），博陵郡安平县（今河北省衡水市安平县）人，出自博陵崔氏的博陵第三房，北齐尚书右仆射、仪同三司崔暹之子，北齐、北周官员。

## 生平
崔达拏温良清谨，有学识，年幼时就很聪明，十三岁时，崔暹就让他对着馆客权会行弟子的礼节，崔暹命令权会教崔达拏《周易》两字，崔暹召集朝廷权贵名流，让崔达拏登上高座开讲，赵郡人睦仲让假装自愧不如，崔暹大喜，将睦仲让升任司徒中郎，邺城人为此说：“讲义两行，得官中郎。”崔达拏十多岁时就会写五言诗，当时东魏与南梁互相通好，南梁派遣的使者来访问东魏，住在馆舍中，崔暹把崔达拏的几首诗拿给朝中有才学的官员看，又准备拿给南梁的使者看，其他人畏惧崔暹，都随声附和，只有阳休之正色说：“你儿子聪明，将来能成大器。但是小孩写的文章，恐怕不可以给远方来的客人看。”
当初，高澄想把最小的妹妹嫁给崔达拏，恰逢高澄去世，事情就搁置了。崔暹担任太常卿时，群臣在宣光殿饮宴，权贵外戚之子大多都在场，齐文宣帝高洋与他们一一谈话，在座位上亲自写信给崔暹说：“你贤能的儿子崔达拏，很有才学，我去世哥哥的长女乐安公主，是元魏皇帝的外甥女，对内对外都十分尊敬，超过我一众妹妹，我想完成大哥的遗愿，所以希望结为婚姻。”齐文宣帝就把乐安公主嫁给了崔达拏。婚后，齐文宣帝询问乐安公主说：“崔达拏对你如何？”乐安公主回答说：“他对我很敬重，只是婆婆憎恶我。”齐文宣帝命令宫人把崔达拏的母亲召进宫，杀死之后将尸体投入漳水。北齐灭亡后，崔达拏杀掉乐安公主给母亲报仇。
周武帝宇文邕平定北齐后，征召北齐中书监阳休之、吏部尚书袁聿脩、卫尉卿李祖钦、度支尚书元脩伯、大理卿司马幼之、司农卿崔达拏、秘书监源文宗、散骑常侍兼中书侍郎李若、散骑常侍兼给事黄门侍郎李孝贞、给事黄门侍郎卢思道、给事黄门侍郎颜之推、通直散骑常侍兼中书侍郎李德林、通直散骑常侍兼中书舍人陆乂、中书侍郎薛道衡、中书舍人元行恭、辛德源、王邵、陆开明十八人，命令他们与自己的车驾一起前往长安。
北周时期，崔达拏官至御府大夫，大象年间被派往邺城，大象二年（580年）六月，尉迟迥发动叛乱，他任命开府、小御正崔达拏为总管长史，崔达拏只是文人，没有筹划谋略，举措不合法度，不能匡救援助，从起兵到战败总共历时68天，叛乱平定后，崔达拏被诛杀。

## 家族

### 父亲
- 崔暹，北齐尚书右仆射、仪同三司

### 兄弟
- 崔波，隋朝荥阳郡赞治、徐州司马